# Wurmankasy (juśkasinskoje sielskoje posielenije)
Wurmankasy (ros. Вурманкасы) – wieś (dieriewnia) w Rosji, w Czuwaszji, w rejonie morgauskim. W 2010 liczyła 4802 mieszkańców.